# La Bourdinière-Saint-Loup
La Bourdinière-Saint-Loup är en kommun i departementet Eure-et-Loir i regionen Centre-Val de Loire strax norr om centrala Frankrike. Kommunen ligger i kantonen Illiers-Combray som tillhör arrondissementet Chartres. År 2022 hade La Bourdinière-Saint-Loup 751 invånare.

## Befolkningsutveckling
Antalet invånare i kommunen La Bourdinière-Saint-Loup
Referens:INSEE